# Prix John-Werner-Kluge
Pour les articles homonymes, voir Kluge.
Le prix John-Werner-Kluge, un mécène et magnat des télécoms, est doté d'un million de dollars. Fondé en 2003, il récompense, sans distinction de nationalité ni de langue, « l'œuvre d'une vie dans les humanités et les sciences sociales, des domaines pour lesquels il n'existe pas de Prix Nobel ».

## Lauréats
- 2003 - Leszek Kołakowski
- 2004 - Jaroslav Pelikan et Paul Ricœur
- 2006 - John Hope Franklin et Yu Ying-shih (en)
- 2008 – Romila Thapar et Peter Brown[1]
- 2012 – Fernando Henrique Cardoso[2]
- 2015 – Jürgen Habermas et Charles Taylor[3]
- 2018 - Drew Gilpin Faust
- 2020 - Danielle Allen (en)[4]
- 2022 - George Chauncey
- 2024 - Kwame Anthony Appiah[5]